# Neue Beethoven-Gesamtausgabe
Die Neue Beethoven-Gesamtausgabe (= Ludwig van Beethoven, Werke. Gesamtausgabe, abgekürzt NGA) ist eine historisch-kritische Gesamtausgabe aller Werke des Komponisten Ludwig van Beethoven (1770–1827). Sie wird vom Beethoven-Haus in Bonn herausgegeben und erscheint im G. Henle Verlag. Der erste Band wurde 1961 fertiggestellt. Von der geplanten Gesamtzahl von 56 Bänden sind etwa zwei Drittel erschienen.

## Inhalt
Insgesamt soll die Neue Beethoven-Gesamtausgabe bei ihrem Abschluss 56 Bände in 13 Abteilungen umfassen, alle Bände mit einem Kritischen Bericht. Aktuell (Dezember 2016) liegen davon 39 Bände vor, davon 29 mit kritischem Bericht:
- Abteilung I, Symphonien, 5 Bände geplant – 4 Bände erschienen, 4 mit kritischem Bericht
- Abteilung II, übrige Orchesterwerke, 4 Bände geplant – 4 Bände erschienen, 3 mit kritischem Bericht
- Abteilung III, Konzerte, 5 Bände geplant – alle 5 Bände erschienen, alle 5 mit kritischem Bericht
- Abteilung IV, Kammermusik mit Klavier, 3 Bände geplant – 2 Bände erschienen, 0 mit kritischem Bericht
- Abteilung V, Werke für Klavier und ein Instrument, 4 Bände geplant – alle 4 Bände erschienen, 2 mit kritischem Bericht
- Abteilung VI, Kammermusik ohne Klavier, 6 Bände geplant – 6 Bände erschienen, 4 mit kritischem Bericht
- Abteilung VII, Klaviermusik, 8 Bände geplant – 5 Bände erschienen, 3 mit kritischem Bericht
- Abteilung VIII, Geistliche Musik, 3 Bände geplant – alle 3 Bände erschienen, alle 3 mit kritischem Bericht
- Abteilung IX, Bühnenwerke, 9 Bände geplant – 3 Bände erschienen, 3 mit kritischem Bericht
- Abteilung X, Gesangswerke mit Orchesterbegleitung, 3 Bände geplant – alle 3 Bände erschienen, alle 3 mit kritischem Bericht
- Abteilung XI, Volksliedbearbeitungen, 3 Bände geplant – 2 Bände erschienen, 2 mit kritischem Bericht
- Abteilung XII, Lieder und Gesänge, 2 Bände geplant – 1 Band erschienen, 1 mit kritischem Bericht
- Abteilung XIII, Kompositionsstudien u. ä., 2 Bände geplant – 1 Band erschienen, 1 mit kritischem Bericht